# Смагин, Всеволод Григорьевич
Всеволод Григорьевич Смагин (1921—1989) — советский учёный и педагог, терапевт, доктор медицинских наук, профессор, член-корреспондент АМН СССР (1978).  Заслуженный деятель науки РСФСР (1975). Лауреат Государственной премии СССР (1976).

## Биография
Родился 22 февраля 1921 года в Москве в семье генерал-майора медицинской службы Г. А. Смагина.
С 1939 по 1944 год обучался в Военно-морской медицинской академии имени С. М. Кирова. С 1944 по 1945 год проходил службу в частях ВМФ СССР. С 1945 по 1950 год на педагогической работе в Военно-медицинской академии имени С. М. Кирова на преподавательских должностях под руководством профессора Н. И. Лепорскогои одновременно с педагогической находился на клинической работе в Ленинградской больнице в качестве врача-терапевта.
С 1950 по 1966 года на педагогической работе в Ленинградском санитарно-гигиеническом институте в должности ассистента и с 1954 года — доцента кафедры пропедевтики внутренних болезней. С 1966 по 1968 год на руководящей клинической работе в Ленинградской клиникой внутренних болезней №2 в должности заведующего этой клиники. С 1968 по 1973 год работал в центральном аппарате Четвертого Главного управления Министерства здравоохранения СССР. С 1973 по 1989 год на научной работе в Центральной научно-исследовательской лаборатории 4-го ГУ М3 СССР в должности — заведующий клиникой гастроэнтерологии.

### Научно-педагогическая деятельность
Основная научно-педагогическая деятельность В. Г. Смагина была связана с вопросами в области лечения и профилактики внутренних болезней, в том числе язвенной болезни, вирусных хронических гепатитов и цирроза печени.
В. Г. Смагин является — членом Правлений Всесоюзных научных обществ терапевтов и гастроэнтерологов, а так же с 1978 года — членом оргбюро по отделению клинической медицины АМН СССР. 
В 1978 году он был избран член-корреспондентом АМН СССР. Под руководством В. Г. Смагина было написано около ста пятидесяти научных работ, в том числе семи монографий. Он являлся редактором редакционного отдела «Гастроэнтерология» Большой медицинской энциклопедии.
Скончался 13 сентября 1989 года в Москве, похоронен на Троекуровском кладбище.

## Награды
- Орден Трудового Красного Знамени
- Орден Красной Звезды
- Орден «Знак Почёта»

### Звания и премии
- Заслуженный деятель науки РСФСР (1975)
- Государственная премия СССР (1976)